# District de Murshidabad

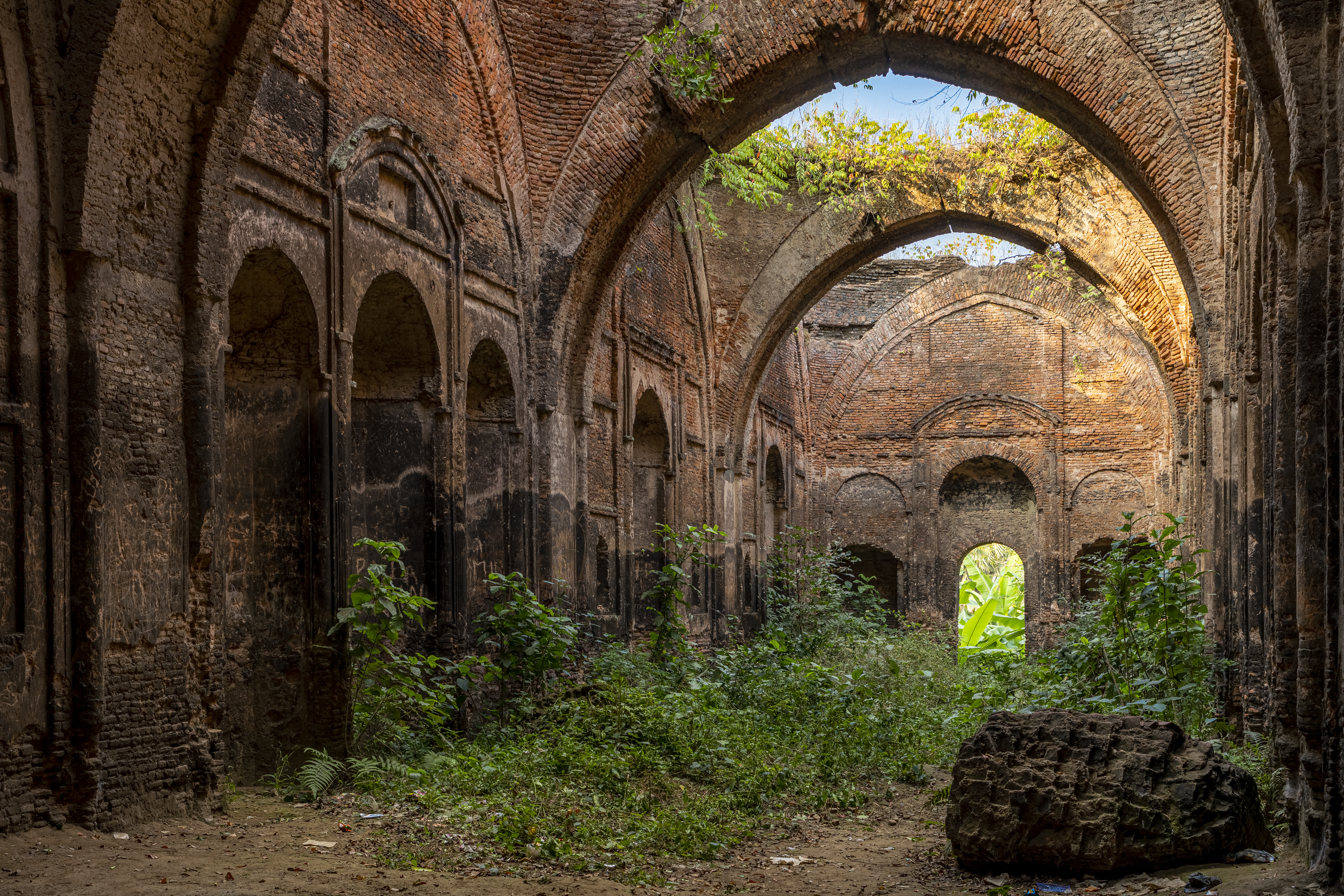
L'intérieur de la mosquée en ruine de Fauti ou Phuti, dans le district de Murshidabad. Elle a été construite en 1740. Photo de novembre 2018.

Le district de Murshidabad  (hindi : মুর্শিদাবাদ) est un district  de l'État du Bengale-Occidental, en Inde,

## Géographie
Au recensement de 2011, sa population compte 7 103 807 habitants.
Son chef-lieu est la ville de Baharampur. 

La carte des districts.